# 神域リーグ
神域リーグ（しんいきリーグ）は、2022年から2024年まで開催されていたプロアマ混合の麻雀リーグ戦。主催はVTuberの天開司。
2022年開催の第1回大会は、神域Streamerリーグ（しんいきストリーマーリーグ）として開催された。本記事では、第1回を「2022シーズン」とし、以降の開催も同様に記載する。

## 概要
「天開司の神域麻雀」など、オンライン麻雀ゲーム『雀魂』を用いた配信を多数行ってきた天開が、同ゲームへの恩返しの意味を込めて企画した。また、天開と親交がある多井隆晴が、プロ雀士と配信者の橋渡しなど天開の相談役として大会に関わった。『雀魂』の協力を得て開催されているが、大会自体は天開による私設リーグである。
初年度のタイトルに"Streamer"（配信者）を冠した通り、ネット配信を駆使し、様々な視点で対局を楽しめることが特色である。天開のYouTubeチャンネルにて実況と解説付きで行われるメイン配信のほか、選手視点からの配信、チームメイトが応援する楽屋配信も行われた。福岡および名古屋ではパブリックビューイングも行われ、2023シーズンからは東京、2024シーズンからは大阪でも開催された。
Mリーグの出場選手やトップクラスの麻雀配信者の対局、さらには成長途上の選手がMリーガーを倒すというジャイアントキリングがあることも魅力となっていた。
初年度である2022シーズンの開幕戦ではメイン配信の最大同時接続数が3万を突破し、最終節では6万近くに達した。神域リーグ関連の言葉がツイッター（現X）でトレンド入りするなど、大会は大盛況を博した。最終節終了後に配信された『雀魂』の公式番組「社務所通信」では、各チームの監督より、Mリーグに興味のなかった者からも大会に関心を示され、VTuberのファンを引き込んでMリーグのファン層が広がったことが語られた。
2022シーズンの反響が大きかったことに加え、当初から天開が回数を重ねて開催するコンテンツとして構想していたこともあり、翌年以降も大会が開催されていたが、2025年1月30日に天開のXアカウントにて、今後の個人の活動を見据えて同年度以降の開催を一旦見送ることが発表された。
大会における打牌批判などの視聴者の攻撃的なコメントを天開は「迷惑」と一蹴しており、絶対に投稿しないように強い注意喚起をしていた。

## 開催履歴
| 回 | タイトル           | 開催期間                   | 優勝チーム       | MVP                      | 備考                                                                                |
| -- | ------------------ | -------------------------- | ---------------- | ------------------------ | ----------------------------------------------------------------------------------- |
| 1  | 神域Streamerリーグ | 2022年5月8日 - 同年9月12日 | チームアトラス   | 歌衣メイカ               |                                                                                     |
| 2  | 神域リーグ2023     | 2023年5月26日 - 同年9月8日 | チームヘラクレス | 空星きらめ（にじさんじ） | 同年11月にエキシビションマッチを開催。                                              |
| 3  | 神域リーグ2024     | 2024年6月5日 - 同年9月10日 | チームアキレス   | ゴモリー                 | ドラフト前に出場志望者のための対局会を開催。 同年11月にエキシビションマッチを開催。 |

## ルール

### 2022シーズン
試合は『雀魂』を使用して行われる。4チームが全10節30試合を行い、合計ポイントで優勝を争う。最終節は3試合同時に実施。これは、対局中に他のメンバーの状況を探らせないことで駆け引きをなくすという、麻雀の目無し問題を考慮したものとなっている。
1チームは監督（選手兼任）1人に選手3人の計4人で構成。監督をSランクとし、選手は『雀魂』での段位によってAからCまでのランクに分けられる。下位ランクの選手ほど出場試合数が増える。
基本的にMリーグのルールに準拠しているが、『雀魂』の仕様上変更できない部分は『雀魂』のルールに準拠する。
対局中は不正行為防止のため、対局者同士のボイスチャットは無く、5分間の遅延配信（ディレイ）が義務付けられる。
監督以外の選手を対象に個人タイトルの表彰があり、個人スコア部門（MVP）、半荘最高スコア部門、4着回避率部門が設けられる。

### 2023シーズンの変更点
参加チーム数は5チームに増加。レギュラーシーズンとして5チームが各24試合を行い（全10節30試合）、合計ポイント1位のチームはファイナル進出。残りの4チームでセミファイナル3試合を行い、レギュラーシーズンのポイントと合計して上位3チームがファイナル進出、最下位のチームは敗退となる。ファイナルはレギュラーシーズンのポイントを半分持ち越し（セミファイナルのポイントは含まれない）、ファイナル3試合のポイントと合計して優勝を争う。
参加選手のランク制は撤廃される。各選手はレギュラーシーズン中、最低5試合に出場しなければならない。また、プロ雀士（監督）はレギュラーシーズン中、6試合以上に出場することはできない。
セミファイナルとファイナルでは、第1試合は各チーム内のレギュラーシーズンの成績3位同士が対戦する。第2試合は同じく成績2位同士、第3試合は同じく成績1位同士が対戦する。対局は1試合ずつ行われるが、その日の出場試合が残っている選手は、対局の配信や対局結果等を見てはいけないことになっている。
対局は基本的にMリーグのルールに準拠し、一部は『雀魂』のルールに準拠する。なお、「ツモ番無しのリーチが可能」「国士無双の暗槓槍槓は無し」など、前シーズンよりもMリーグに寄せたルールとなる。
個人タイトルは4着回避率部門が廃止。新たに最高打点部門、放銃率部門の2部門が追加される。
当シーズンより、優勝チームには全員にチャンピオンシャーレが、個人タイトルの受賞者にはメダルが贈られる。

### 2024シーズンの変更点
チーム数は前シーズンから変更なし。レギュラーステージ、セミファイナルの方式は前シーズンとほぼ同様であるが、セミファイナルではレギュラーステージの合計ポイントを半分持ち越して3試合（前シーズンと同じく第2試合以降出場の各選手に対局結果は知らされない。ファイナルも同様）を行う。
ファイナルはレギュラーステージのポイントを半分持ち越し（セミファイナルのポイントは含まれない）、ファイナル3試合のポイントと合計した上で第4試合を行う。第4試合はポイント状況が開示された状態で各チームの任意の選手が出場し、第3試合終了時のポイントをスコアに換算して対局を行う。ポイント合計1位のチームが和了すればその時点で優勝。その前に他チームが1位チームのスコアを上回る和了をすれば逆転優勝となる。これは、RMUの一部タイトル戦で採用されている新決勝方式とほぼ同様のルールである。
個人タイトルは放銃率部門が廃止。新たにブービー賞、MIPが追加される。

## 参加チーム
各チームの選手兼任監督にはプロ雀士（Mリーガー）が起用された。それ以外の選手は実況プレイヤーやVTuberなどの配信者から志望者を募り、ドラフト形式で選考された。ドラフト志望者には「YouTubeチャンネルの登録者数が1000人以上」「サイトに関係なく配信経験がある」「競技麻雀のプロ団体に所属していない」の条件が課された。
2023シーズンは、各チームともドラフトにて前シーズンの所属選手は1名しか選出することができない。同巡で指名が被った場合は抽選となるが、前シーズンの所属チームが指名した場合はそのチームが優先交渉権を得る。前シーズン参加の監督は全員続投。監督以外の選手はVTuberに限定されるが、競技麻雀のプロ団体に所属していても参加可能となった。
2024シーズンは前シーズンとほぼ同様で、監督も変更はない。ドラフト志望者の条件として「YouTubeのパートナープログラムに申請していること（申請予定も可）」が加わった。
下記の選手名の後の英字は所属ランク（2022シーズンのみ）。

### チームアキレス
チームカラーは赤。多井隆晴の異名「最速最強」から、俊足を誇るギリシア神話の大英雄アキレスの名を冠した。ロゴマークはアキレスの兜。2024シーズン優勝。
監督：多井隆晴（渋谷ABEMAS）
麻雀ファンを増やすため、かねてよりYouTubeの配信やVTuberとの交流を積極的に行っている。天開司の相談役として大会に関わり、他チームの監督の勧誘も行った。
神域リーグでは、2022・2023シーズンは苦しい展開に見舞われトップを取れなかったが、2024シーズンの第6節第18試合で3年（801日）越しの初トップを手にした。
| シーズン | 選手                    | 選手                         | 選手                       | 応援ハッシュタグ | 最終順位 |
| -------- | ----------------------- | ---------------------------- | -------------------------- | ---------------- | -------- |
| 2022     | 咲乃もこ（A）           | 天宮こころ（にじさんじ / B） | 郡道美玲（にじさんじ / C） | #アーキレソ      | 4位      |
| 2023     | 白雪レイド（Neo-Porte） | 渋谷ハル（Neo-Porte）        | 或世イヌ（Neo-Porte）      | #ネオアキレス    | 3位      |
| 2024     | える（にじさんじ）      | 咲乃もこ                     | ゴモリー                   | #アキレスマイル  | 優勝     |

### チームアトラス
チームカラーは青。村上淳の異名「リーチ超人」から、超人の如く天空を支えるギリシア神話の巨神アトラスの名を冠した。ロゴマークはアトラスが支える天空。2022シーズン優勝。
監督：村上淳（Mリーグ2022-23シーズンまで赤坂ドリブンズ）
初年度の開催当時にMリーグで不調だったことで、多井隆晴から「新しいことに関わることで何か変わればいい」と大会に誘われ、村上も多井に信頼を置いていたため、「麻雀に対して真摯でありたい」を目標に監督を引き受けた。機械音痴を自認しパソコンを持っておらず、配信はチームメイトにフォローされながら行った。
2023シーズン中に村上の赤坂ドリブンズの契約満了が発表されたが、天開司より「信頼のおけるトッププロを呼んでいる」との説明があり監督を続投した。
| シーズン | 選手                         | 選手                                | 選手                     | 応援ハッシュタグ          | 最終順位 |
| -------- | ---------------------------- | ----------------------------------- | ------------------------ | ------------------------- | -------- |
| 2022     | 白雪レイド （Neo-Porte / A） | ルイス・キャミー （にじさんじ / B） | 歌衣メイカ（C）          | #アトラスしか勝たん       | 優勝     |
| 2023     | 歌衣メイカ                   | 咲乃もこ                            | 鈴木勝（にじさんじ）     | #アトラスまみむめも       | 2位      |
| 2024     | 歌衣メイカ                   | 朝陽にいな                          | 風見くく（ななしいんく） | #アトラスリベンジャーずん | 3位      |

### チームゼウス
チームカラーは黄。鈴木たろうの異名「ゼウスの選択」から、ギリシア神話の主神ゼウスの名を冠した。ロゴマークは稲妻を掴むゼウスの拳。
監督：鈴木たろう（赤坂ドリブンズ）
Mリーグ歴代最高スコア記録保持者。過去に多井隆晴、鴨神にゅう、千羽黒乃と「麻雀大乱闘」と題したコラボ配信を行ってはいたが、「たろうがVTuberと関わることが足りない」と考えた多井より監督に誘われた。
2022シーズンは「ガチの麻雀」をテーマとし、2023シーズンはたろう自身が楽しみたいという理由から「ゼウス女学院」と題してチーム編成を行った。
| シーズン | 選手                     | 選手                           | 選手                   | 応援ハッシュタグ        | 最終順位 |
| -------- | ------------------------ | ------------------------------ | ---------------------- | ----------------------- | -------- |
| 2022     | 鴨神にゅう（A）          | 天開司（B）                    | Fra（BOOGEY VOXX / C） | #ゼウスを選択           | 3位      |
| 2023     | 天宮こころ（にじさんじ） | ルイス・キャミー（にじさんじ） | 桜凛月（にじさんじ）   | #ゼウスと青春           | 5位      |
| 2024     | 渋谷ハル（Neo-Porte）    | 空星きらめ（にじさんじ）       | 桜凛月（にじさんじ）   | #ゼウスがわからせたろう | 4位      |

### チームヘラクレス
チームカラーは緑。松本吉弘の異名「卓上のヒットマン」から、弓の名手であるギリシア神話の英雄ヘラクレスの名を冠した。ロゴマークはヘラクレスの弓矢。2023シーズン優勝。
2023シーズン以降はトップ時にインタビューで流すためのBGMを作成した。
監督：松本吉弘（渋谷ABEMAS）
男性最年少Mリーガー。多井隆晴からは自身の後継者と目され、一つの仕事を多井と一緒にやることで彼の仕事の仕方を伝えるべく監督に誘われた。大会開催以降にYouTubeチャンネルを開設し、VTuberとの交流を図っている。
| シーズン | 選手                        | 選手                                  | 選手                         | 応援ハッシュタグ        | 最終順位 |
| -------- | --------------------------- | ------------------------------------- | ---------------------------- | ----------------------- | -------- |
| 2022     | 千羽黒乃（A）               | 因幡はねる （有閑喫茶あにまーれ / B） | 渋谷ハジメ（にじさんじ / C） | #ヘラクレス推し         | 2位      |
| 2023     | 因幡はねる （ななしいんく） | 緑仙（にじさんじ）                    | 空星きらめ（にじさんじ）     | #ヘラクレスオオマツモト | 優勝     |
| 2024     | 緑仙（にじさんじ）          | 長尾景（にじさんじ）                  | 龍惺ろたん（Re㎡eeX）        | #松本焼肉夜露司苦レス   | 2位      |

### チームグラディウス
2023シーズンからの新規参入チーム。チームカラーは桜色。渋川難波がKADOKAWAサクラナイツ所属であることから、騎士の如く戦うギリシア神話の軍神グラディウス（アレースの異名）の名を冠した。ロゴマークはグラディウスの槍。
監督：渋川難波（KADOKAWAサクラナイツ）
監督陣で唯一の魂天到達者。趣味としてYouTubeでの配信も行っている。2023シーズンで監督に抜擢され、「成長」をテーマにチーム編成した。
2023シーズンのエキシビション優勝者。
| シーズン | 選手                       | 選手                           | 選手                 | 応援ハッシュタグ      | 最終順位 |
| -------- | -------------------------- | ------------------------------ | -------------------- | --------------------- | -------- |
| 2023     | 天開司                     | 風見くく（ななしいんく）       | 朝陽にいな           | #グラディ推す         | 4位      |
| 2024     | 因幡はねる（ななしいんく） | ルイス・キャミー（にじさんじ） | 鈴木勝（にじさんじ） | #はなまる勝ちディウス | 5位      |

## 神域リーガー
2024シーズンドラフト指名順に掲載。カッコ内は、所属、2024シーズンドラフト時の『雀魂』ランク→エキシビション時のランクを記載。『雀魂』の公認プレイヤーは、その旨も記載する。現在のランク・称号と異なる場合もあるため、注意されたい。
出場歴のDは、ドラフト指名順位の略。文中の連対は1位（トップ）または2位の獲得、ラスは4位の獲得を指す。
える（にじさんじ、雀傑3→雀傑2）
出場歴：2024（アキレスD1位）
非常に長い本名を持つ、この世界のどこかにある森から上京した女性エルフのVTuber。「にじさんじ麻雀杯2023」で決勝進出、「にじさんじ麻雀杯花鳥風月戦」2連覇の実績を持つ。2024シーズンのドラフトでは、多井隆晴から「本当に視聴者を楽しませる方で、選ばない理由がない」とチームの軸に構想される最大級の評価を受けた。レギュラーステージ、ファイナル共にトップを取れずも、第10節第28試合での5万点越えの2位でアキレスのステージトップ通過に望みをつなげ、ファイナル第1試合でも2位を取り優勝への道筋を作った。
歌衣メイカ（フリー、雀豪3、『雀魂』公認プレイヤー）
出場歴：2022（アトラスD3位・MVP）、2023（アトラスD1位・半荘最高スコア賞）、2024（アトラスD1位）
「漢」をコンセプトとし「漢気麻雀」などを配信する男性VTuber。2023年2月からは、自らもVTuberによる麻雀トーナメント「雷漢戦」を主催する。唯一の3年連続で同じチームの選手であり、村上淳からは「アトラスはメイカちゃんのチーム」と言われていた。2022シーズンは役満四暗刻和了を含むトップ4回の活躍で個人スコア賞（MVP）を獲得。2023シーズンも半荘最高スコア賞を獲得し、2年連続のタイトルホルダーとなった。2024シーズンは開幕から個人2連勝を果たし、セミファイナル、ファイナル共にトップを取りチームトップの5勝を上げたが、それ以外の2戦（ファイナル第4試合を除く）はラスという極端な成績となった。
渋谷ハル（Neo-Porte、雀豪2→雀豪1）
出場歴：2023（アキレスD2位）、2024（ゼウスD1位）
普段はFPSゲームを配信し大規模な大会の主催も務める、Neo-Porteの運営兼VTuber。自身が一番得意とするFPSゲームとは違い、麻雀は「どれだけ全力を出してもオーバーパワーにはならず、上手くなれば活躍できる場所」と考えており、神域リーグへの参加を熱望していた。「雀魂4周年感謝杯」では多井隆晴から「プロでも判断が難しい箇所でなければ普通にうまい」と評価された。2023シーズンは6万点越えのトップを取った後は不調に陥りトップは1回のみとなった。2024シーズンは、鈴木たろうが渋谷の人間性に感銘を受けたことでゼウスから指名された。序盤から中盤は何度も苦しい展開に見舞われトップを取れなかったが、第9節第25試合でようやく初トップを獲得した。
緑仙（にじさんじ、雀傑3）
出場歴：2023（ヘラクレスD2位）、2024（ヘラクレスD1位）
歌うことが好きな性別不詳のVTuber。Mリーグに興味をもったことがきっかけで、2022年12月6日より因幡はねる、松本吉弘から指導を受け麻雀の虜になった。配信外でも『雀魂』をプレイし続けた努力を松本に評価され、2023シーズンのドラフトでヘラクレスから指名された。2023シーズンはトップを取ったのはハコ下ラスの後に連闘して獲得した1回のみだが、半年後に行われた「にじさんじ麻雀杯2024」では準々決勝以外の対局ですべて1位を取り優勝した。ヘラクレスの新リーダーに就いた2024シーズンは、初戦となった第4節の連闘にて2連勝を飾り、結果チームトップの3勝を上げた。
因幡はねる（ななしいんく、雀聖1→雀豪3）
出場歴：2022（ヘラクレスD2位）、2023（ヘラクレスD1位）、2024（グラディウスD1位・MIP）
プロ雀士を呼んだ配信企画やMCを行う、元有閑喫茶あにまーれリーダーのVTuber。『雀魂』の配信を始めたことで麻雀に興味を持ち、多くのプロ雀士と交流を深めている。特に2022・2023シーズンにおける所属チームの監督である松本吉弘とは、配信企画「ぐみひゃく」で共演し、共著の麻雀本を出版している。歌衣メイカ主催の「雷漢戦」では2023年8月開催の第2回大会にて優勝。2022・2023シーズンともトップ2回を獲得した。2024シーズンは前半戦で4戦連続3位と苦戦しトップ無しとなったが、セミファイナル第2試合であわや箱下1000点から逆転トップなるかを演出したことで天開司の独断によりMIPを獲得した。
咲乃もこ（フリー、魂天）
出場歴：2022（アキレスD1位・半荘最高スコア賞）、2023（アトラスD2位）、2024（アキレスD2位）
多井隆晴に師事し『雀魂』公式大会のMCも務める女性VTuber。歌衣メイカ主催の「雷漢戦」では2024年2月開催の第3回大会、2025年2月開催のグランドチャンピオンシップで優勝。2022シーズンでは何度もリーチ和了を決めるも一度も裏ドラが乗らなかったが、第30試合で半荘最高スコア賞を獲得。2023シーズンではムードメーカーが欲しかったアトラスから指名を受けトップ3回と活躍し、セミファイナルまでは半荘最高スコアをマークした。2024シーズンは「誰と組んでもうまくいく」との理由で2年ぶりにアキレスから指名を受けた。序盤こそ躓いたものの中盤で復調し、ファイナル第2試合でもめくり合いを何度も制してシーズン3回目のトップを獲得。アキレスの大量リードとなった新決勝方式の第4試合では、東4局1本場の満貫和了で優勝を決めた。
朝陽にいな（フリー、雀豪2→雀豪3、『雀魂』公認プレイヤー）
出場歴：2023（グラディウスD3位）、2024（アトラスD2位）
『雀魂』を使った多くの麻雀イベントや配信企画に出演経験のある女性VTuber。攻撃的な雀風から「ビースト」の異名を持つ。2022シーズンは指名漏れしたが、2023シーズンではドラフトの2か月前から指導を受けていた渋川難波から指名され、歓喜のあまり号泣した。序盤は苦しい展開が多かったが、第5節第13試合で初トップを手にしてからは戦績が上向き、第10節では個人連勝してグラディウスの最下位脱出に貢献した。2024シーズンは序盤から好調をキープして終盤までアトラスを支えた。
空星きらめ（にじさんじ、雀豪2）
出場歴：2023（ヘラクレスD3位・MVP、最高打点賞、放銃率賞）、2024（ゼウスD2位・最高打点賞）
大舞台での活躍を夢見る女子高校生VTuber。にじさんじ史上2人目となる雀豪、雀聖到達者。「にじさんじ麻雀杯2023」を放銃ゼロで優勝しており、2025年度からは実況、解説役も務める。2023シーズンにてヘラクレスから指名されるが、ゼウス監督の鈴木たろうを好きと公言し松本吉弘を困惑させた。2023シーズンは役満大三元和了や、約40000点差を大逆転しトップ獲得など大活躍し続け、神域リーグ記録となる開幕個人4連勝を達成。個人タイトルは半荘最高スコア賞を除いた3部門で1位を獲得した。2024シーズンはたろうから指名され念願のゼウス所属となり、監督権限でリーダーに就任。開幕戦の第1節第1試合をトップで飾った後はファイナル第1試合まで勝ちに恵まれなかったが、第10節第29試合で2年連続で役満（四暗刻）なるかという場面を演出、村上淳からリーチ一発の三倍満を出和了し、2年連続となる最高打点賞を獲得した。
長尾景（にじさんじ、雀傑2→雀豪1）
出場歴：2024（ヘラクレスD2位）
皇都で袚魔師を営む青年VTuber。「にじさんじ麻雀杯」では2022年以降3年連続で本戦進出しており、2024年の大会では準優勝となった。大会後も白雪レイドに指導を受けるなど麻雀配信は度々行ってはいたが、2024シーズンにエントリーしたことは公表していなかったため、サプライズの形でヘラクレスから指名された。同シーズンの出場メンバーの中では「多分俺が一番下手」と自己分析し、実際に3回のラスを喫したが、他チームの監督との対戦では4戦中3戦監督より上位にたち、トップも1回取ったことで「監督キラー」と称された。
ルイス・キャミー（にじさんじ、雀豪2）
出場歴：2022（アトラスD2位）、2023（ゼウスD2位）、2024（グラディウスD2位）
VTuber「牛さん」としても活動するプロ雀士の齋藤豪に師事する女怪盗VTuber。にじさんじ初の雀豪到達者、雀聖到達者。天開司とともに務める『雀魂』公式番組のMC、舞元啓介（にじさんじ）とともに務める「にじさんじ麻雀杯」の解説・主催など、にじさんじを代表する麻雀VTuberのひとり。ドラフトは3年連続で2位指名、かつ3年とも所属チームが異なる唯一の選手でもあった。3シーズン全てでトップ2回を獲得。2024シーズンはチーム唯一のトップ獲得者としてチームを牽引したが、2年連続でセミファイナル敗退となった。
ゴモリー（フリー、雀聖1→雀聖2）
出場歴：2024（アキレスD3位・MVP）
VPL3期生の堕天使VTuber。2024シーズンにて、アキレスからチームの起爆剤と期待され指名を受けた。ドラフト当日は20時間の耐久配信を実施。デビュー時に神域リーグに出場することを目標の1つにしていたため指名された瞬間は涙を出して喜んだ。ドラフト時はデビューして約10ヶ月ほどの新人だったが、それを感じさせない強気の打牌と鉄壁の守備力でレギュラーシーズンでは7戦7連対、トップ5回とぶっちぎりの大活躍となり、MVPを獲得した。2025年1月5日をもって活動休止することを発表。活動休止直前の2025年1月4日にVPL第4期の優勝を果たした。
風見くく（ななしいんく、雀傑3）
出場歴：2023（グラディウスD2位）、2024（アトラスD3位・ブービー賞）
因幡はねるの後輩で、ものまねなどを得意とする元有閑喫茶あにまーれ所属のVTuber。2023年1月13日の手術入院がきっかけで『雀魂』を始めた初心者だったが、センスと人柄の良さが渋川難波の目に留まり、隠し玉的にグラディウスからの指名に至った。2023シーズンはリーチ率はトップクラスだったものの、一度も2位以上になれず個人成績最下位で終わってしまった。2024シーズンはリーチ成功率は格段に上がったが、あと1和了がなかなか出せず2年連続トップ無しとなった。ファイナル第1試合で3位となり、因幡はねるのスコアを下回ったためブービー賞を獲得し、天開司から破魔矢が贈られた。
桜凛月（にじさんじ、雀豪1）
出場歴：2023（ゼウスD3位）、2024（ゼウスD3位・半荘最高スコア賞）
桜第一惑星から自分探しのためにやってきた桜の妖精のプリンセスVTuber。ルイス・キャミーの先輩であり姉である。2023シーズンのドラフトでは「ルイスと仲がいい」ということでゼウスから指名された。第1節第2、第3試合で2023シーズン初の連闘を行い、3位、1位でチーム初の勝利を持ち帰ったが、本戦でのトップはこの1回のみとなった。2024シーズンでは、第3節第7試合のオーラスにて役満九連宝燈を聴牌し、和了はならずも大きな見せ場を作った。第7節第19試合では、オーラスの倍満を含む連荘により+100pt越えの大トップを獲得。監督陣を除く歴代最高スコアを更新し、半荘最高スコア賞を獲得した。
龍惺ろたん（Re㎡eeX、雀傑3→雀豪1）
出場歴：2024（ヘラクレスD3位）
麻雀とクトゥルフ神話TRPGが大好きな水龍の子のVTuber。2024シーズンの対局会でプレイよりも奔放すぎる言動が目立ち、天開司を大笑いさせつつ「配信がうまい」と絶賛させるなどインパクトを残した。ドラフトでは松本吉弘から「元気なふりしてとても頭がいい」と評価され指名を受けた。ドラフト当日夜の配信にてチャンネル登録者数が1万人に到達、2024年4月22日には「にくきゅうま～く」が付与された。デビュー戦の連闘で2連対し、中盤以降は調子を崩す場面も見られたがトップ3回を獲得した。
鈴木勝（にじさんじ、雀傑3→雀豪1）
出場歴：2023（アトラスD3位）、2024（グラディウスD3位）
「漆黒の捕食者」を自称する「永遠に13歳（中学二年生）」の少年VTuber。祖父が脱サラして雀荘を始めていたため小さいころから麻雀に触れていた。麻雀は千羽黒乃に師事しているが、2023シーズン以降千羽は指名漏れのため、師弟チームおよび師弟対決は実現しなかった。2023シーズンはデビュー戦のトップを含む2勝を獲得。2024シーズンでは、グラディウスの顔合わせ配信にてリーダーに就任し「格好良い麻雀」の習得を目指した。所々で好プレーはしたものの高打点の応酬に巻き込まれることが多く、6戦中3戦箱下ラス、トップ無しと終始苦戦を強いられた。

### 元神域リーガー
鴨神にゅう（フリー、魂天、『雀魂』公認プレイヤーG）
出場歴：2022（ゼウスD1位）
多くのオンライン麻雀大会で優勝している、自称「世界最強麻雀AIバーチャルYouTuber」。特に『雀魂』最高峰の大会である「四象戦」では全プレイヤーで唯一の2回優勝を果たしている。自ら「陰湿麻雀」と名付けたテクニカルな雀風で、2022シーズンは抽選に勝ったゼウスより1位指名を受けるも、トップ1回に留まった。2023・2024シーズンは指名漏れとなった。
千羽黒乃（フリー、魂天）
出場歴：2022（ヘラクレスD1位）
『雀魂』の日本サーバでランキング1位の経験がある、自称「麻雀歴1000年の鴉天狗」。常にポジティブな思考で対戦相手をも称賛することから「光の雀士」と称される。2022シーズンはヘラクレスに1位指名を受けるも、トップ無しで個人成績15位となった。2023・2024シーズンは指名漏れ。特に2024シーズンは神域リーガー返り咲きを狙い、配信者として多方面且つ精力的に活動したが実らず、彼女の落選を惜しんだ視聴者により「千羽師匠」がXのトレンドに上がった。
白雪レイド（Neo-Porte、雀聖3→魂天、『雀魂』公認プレイヤー）
出場歴：2022（アトラスD1位）、2023（アキレスD1位）
FPSゲームの配信をメインとしつつVTuberの中で抜きんでた麻雀の実力を持つ、スノーホワイト王国の王子VTuber。多井隆晴をして「すぐにプロになれる」と言わしめるが、リーチ後に放銃してしまうなど運に見放されることが多い通称「闇の雀士」。2022シーズンではアトラスから1位指名されるが、一度もトップを取れず個人成績14位で終了。その中で自身と同じく不調だった多井を心配しており、それがきっかけで2023シーズンではアキレスから指名を受け、前シーズンとは打って変わってチームトップの4勝を上げた。2024シーズンはドラフト前日の4月3日に出場辞退したことを報告。2024年6月4日に魂天に到達した。同年8月17日には歌衣メイカ主催の第4回「雷漢戦」で優勝した。
天開司（フリー、雀豪3、『雀魂』公認プレイヤーG）
出場歴：2022（ゼウスD2位）、2023（グラディウスD1位）
神域リーグの主催を務めるバーチャル債務者YouTuber。『雀魂』の初代公認プレイヤーでもある。2022シーズンではゼウスから指名されるも、トップ1回、個人成績13位で終了。グラディウスから指名された2023シーズンもレギュラーシーズンでの成績は振るわなかったが、セミファイナルで初トップを取りグラディウスのファイナル進出に貢献した。2024シーズンは前2シーズンの不甲斐なさから、開催発表配信にてドラフト会議までに雀聖に到達しなかった場合はドラフトを辞退すると宣言。しかし、その後の『雀魂』配信で天開への打牌批判が殺到し、「競技としての麻雀にモチベーションを保てなくなった」との理由でドラフト辞退を表明した。同シーズンは実況として携わった。
天宮こころ（にじさんじ、雀豪1）
出場歴：2022（アキレスD2位）、2023（ゼウスD1位）
竜と対話できる一族の巫女VTuber。ドラを集めることが好きなため「ドラゴンガール」の異名を持つ。「にじさんじ麻雀杯」では2023年度以降は代役での実況、解説役を務め、2025年度からは正式に実況、解説役に就任した。2022シーズンではアキレスから指名されトップ2回を獲得したが、ゼウスから指名された2023シーズンではトップ無しに終わった。大会終了後には天宮が発起人となり、主催の天開司に出場者全員の寄せ書き色紙を贈った。2024シーズンは指名漏れとなった。
郡道美玲（にじさんじ、雀豪1）
出場歴：2022（アキレスD3位）
多井隆晴が初めてVTuberとコラボした相手である女性教師VTuber。多井とは軽口を叩き合える仲であり、2022シーズンでは多井曰く「選ばなかったら人として駄目」とアキレスの指名を受けた。ハコ下のラスを2回食らうもトップを4回獲得し健闘した。2023シーズンもドラフトにエントリーしていたが、自身の不適切発言による謹慎のためドラフトを辞退。その後、2023年6月21日をもってにじさんじを卒業した。
Fra（フリー、雀豪1）
出場歴：2022（ゼウスD3位・4着回避率賞）
Ciとユニット「BOOGEY VOXX」（2023年3月6日に活動停止）を組んでいたアンデッド系VTuber。2022シーズンでは「痛風」という特徴が鈴木たろうの目に留まり、ゼウスのサプライズ枠として指名。トップは1回に留まったが、唯一のラス無しとなり4着回避率賞を獲得した。2023シーズン以降はBOOGEY VOXXの活動停止や、自身の活動スタイルの変化などにより不参加。
渋谷ハジメ（にじさんじ、雀士3）
出場歴：2022（ヘラクレスD3位）
千羽黒乃に師事するひきこもり系の大学生VTuber。「にじさんじ麻雀杯2021」では優勝を果たし、2022シーズンでは千羽と同じくヘラクレスからの指名を受けた。0点から52500点まで復活の大逆転トップや大明槓からの嶺上開花などの活躍を見せ、トップ4回で個人成績2位となった。2023シーズン以降はドラフトにエントリーしたが指名漏れとなった。
或世イヌ（Neo-Porte、雀傑2）
出場歴：2023（アキレスD3位）
ブラック企業に勤めつつ家業を継ぐ怪盗VTuber。2023シーズンにて多井隆晴曰く「（Neo-Porteからの志願者の中で）仕事や配信で絡んだ事がなかったので、これまでなかった関係性の人と新しい輪を作りたい」との理由でアキレスから指名された。麻雀初心者ながら混一色を中心とした手組で3連対と健闘するも、シーズン後半では不調となりトップは1回のみに終わった。2024シーズンは「今年出場するには自分の実力がまだまだ足りていない」として出場辞退した。

### エキシビションマッチ出演者
如月れん（ぶいすぽっ!、雀士2）
スケジュールの都合で欠場した渋谷ハルの代役として、2023シーズンのエキシビションマッチに出場した。
日ノ隈らん（ななしいんく、雀傑2）
2023シーズン終了後に活動休止した風見くくの代役として、同シーズンのエキシビションマッチに出場した。
舞元啓介（にじさんじ、雀豪）
「にじさんじ麻雀杯」主催、『雀魂』公式番組「にじたま」レギュラー。2024シーズンのエキシビションマッチにアイドル部顧問（実況）として出演した。

## 大会記録

### 2022シーズン
- 神域リーグ設立発表：2022年1月24日（出演：天開司）[177][注 29]
- ドラフト会議：2022年3月30日（司会：小林未沙　参加者：天開司、多井隆晴、村上淳、鈴木たろう、松本吉弘）[1]

#### 各節結果
| 日付           | 節     | 実況     | 解説       | ゲスト     | 試合     | 出場選手・順位        | 出場選手・順位              | 出場選手・順位        | 出場選手・順位        |
| 日付           | 節     | 実況     | 解説       | ゲスト     | 試合     | アキレス              | アトラス                    | ゼウス                | ヘラクレス            |
| -------------- | ------ | -------- | ---------- | ---------- | -------- | --------------------- | --------------------------- | --------------------- | --------------------- |
| 2022年05月08日 | 第1節  | 小林未沙 | 渋川難波   | -          | 第1試合  | 多井隆晴(S) （4位）   | 歌衣メイカ(C) （1位）       | 天開司(B) （3位）     | 千羽黒乃(A) （2位）   |
| 2022年05月08日 | 第1節  | 小林未沙 | 渋川難波   | -          | 第2試合  | 郡道美玲(C) （4位）   | 白雪レイド(A) （2位）       | Fra(C) （3位）        | 松本吉弘(S) （1位）   |
| 2022年05月08日 | 第1節  | 小林未沙 | 渋川難波   | -          | 第3試合  | 天宮こころ(B) （2位） | ルイス・キャミー(B) （1位） | 鈴木たろう(S) （4位） | 因幡はねる(B) （3位） |
| 2022年05月23日 | 第2節  | 日向藍子 | 朝倉康心   | 朝陽にいな | 第4試合  | 咲乃もこ(A) （3位）   | 歌衣メイカ(C) （4位）       | 鴨神にゅう(A) （2位） | 渋谷ハジメ(C) （1位） |
| 2022年05月23日 | 第2節  | 日向藍子 | 朝倉康心   | 朝陽にいな | 第5試合  | 咲乃もこ(A) （1位）   | ルイス・キャミー(B) （2位） | 天開司(B) （3位）     | 因幡はねる(B) （4位） |
| 2022年05月23日 | 第2節  | 日向藍子 | 朝倉康心   | 朝陽にいな | 第6試合  | 天宮こころ(A) （4位） | 歌衣メイカ(C) （1位）       | Fra(C) （3位）        | 千羽黒乃(A) （2位）   |
| 2022年06月06日 | 第3節  | 松嶋桃   | 土田浩翔   | -          | 第7試合  | 郡道美玲(C) （4位）   | 白雪レイド(A) （3位）       | Fra(C) （1位）        | 因幡はねる(B)         |
| 2022年06月06日 | 第3節  | 松嶋桃   | 土田浩翔   | -          | 第8試合  | 咲乃もこ(A) （4位）   | ルイス・キャミー(B) （3位） | 鴨神にゅう(A) （2位） | 渋谷ハジメ(C) （1位） |
| 2022年06月06日 | 第3節  | 松嶋桃   | 土田浩翔   | -          | 第9試合  | 郡道美玲(C) （1位）   | 歌衣メイカ(C) （2位）       | 鈴木たろう(S) （3位） | 松本吉弘(S) （4位）   |
| 2022年06月20日 | 第4節  | 小林未沙 | 河野直也   | 伊東ライフ | 第10試合 | 天宮こころ(B) （2位） | 村上淳(S) （3位）           | 鈴木たろう(S) （1位） | 因幡はねる(B) （4位） |
| 2022年06月20日 | 第4節  | 小林未沙 | 河野直也   | 伊東ライフ | 第11試合 | 郡道美玲(C) （4位）   | ルイス・キャミー(B) （2位） | 天開司(B) （3位）     | 渋谷ハジメ(C) （1位） |
| 2022年06月20日 | 第4節  | 小林未沙 | 河野直也   | 伊東ライフ | 第12試合 | 咲乃もこ(A) （3位）   | 歌衣メイカ(C) （1位）       | Fra(C) （2位）        | 千羽黒乃(A) （4位）   |
| 2022年07月05日 | 第5節  | 小林未沙 | 村上淳     | -          | 第13試合 | 天宮こころ(B) （1位） | 白雪レイド(A) （3位）       | 天開司(B) （2位）     | 千羽黒乃(A) （4位）   |
| 2022年07月05日 | 第5節  | 小林未沙 | 村上淳     | -          | 第14試合 | 多井隆晴(S) （3位）   | 白雪レイド(A) （2位）       | 鴨神にゅう(A) （1位） | 渋谷ハジメ(C) （4位） |
| 2022年07月05日 | 第5節  | 小林未沙 | 村上淳     | -          | 第15試合 | 多井隆晴(S) （3位）   | 歌衣メイカ(C) （2位）       | 鈴木たろう(S) （1位） | 松本吉弘(S) （4位）   |
| 2022年07月19日 | 第6節  | 松嶋桃   | 鈴木たろう | -          | 第16試合 | 天宮こころ(B) （1位） | 村上淳(S) （2位）           | Fra(C) （3位）        | 因幡はねる(B) （4位） |
| 2022年07月19日 | 第6節  | 松嶋桃   | 鈴木たろう | -          | 第17試合 | 郡道美玲(C) （2位）   | 村上淳(S) （4位）           | 天開司(B) （1位）     | 松本吉弘(S) （3位）   |
| 2022年07月19日 | 第6節  | 松嶋桃   | 鈴木たろう | -          | 第18試合 | 郡道美玲(C) （1位）   | ルイス・キャミー(B) （4位） | 鴨神にゅう(A) （3位） | 渋谷ハジメ(C) （2位） |
| 2022年08月01日 | 第7節  | 日向藍子 | 多井隆晴   | 如月れん   | 第19試合 | 咲乃もこ(A) （2位）   | 村上淳(S) （1位）           | 鴨神にゅう(A) （4位） | 松本吉弘(S) （3位）   |
| 2022年08月01日 | 第7節  | 日向藍子 | 多井隆晴   | 如月れん   | 第20試合 | 咲乃もこ(A) （3位）   | 歌衣メイカ(C) （1位）       | Fra(C) （2位）        | 渋谷ハジメ(C) （4位） |
| 2022年08月01日 | 第7節  | 日向藍子 | 多井隆晴   | 如月れん   | 第21試合 | 郡道美玲(C) （1位）   | 白雪レイド(A) （4位）       | 天開司(B) （2位）     | 千羽黒乃(A) （3位）   |
| 2022年08月19日 | 第8節  | 小林未沙 | 松本吉弘   | 青森りんこ | 第22試合 | 天宮こころ(B) （2位） | 村上淳(S) （1位）           | 天開司(B) （3位）     | 渋谷ハジメ(C) （4位） |
| 2022年08月19日 | 第8節  | 小林未沙 | 松本吉弘   | 青森りんこ | 第23試合 | 天宮こころ(B) （4位） | 村上淳(S) （2位）           | Fra(C) （3位）        | 渋谷ハジメ(C) （1位） |
| 2022年08月19日 | 第8節  | 小林未沙 | 松本吉弘   | 青森りんこ | 第24試合 | 郡道美玲(C) （1位）   | ルイス・キャミー(B) （3位） | 鈴木たろう(S) （2位） | 千羽黒乃(A) （4位）   |
| 2022年08月29日 | 第9節  | 小林未沙 | 渋川難波   | 鳳玲天々   | 第25試合 | 多井隆晴(S) （4位）   | 白雪レイド(A) （2位）       | Fra(C) （3位）        | 因幡はねる(B) （1位） |
| 2022年08月29日 | 第9節  | 小林未沙 | 渋川難波   | 鳳玲天々   | 第26試合 | 多井隆晴(S) （4位）   | ルイス・キャミー(B) （3位） | 鴨神にゅう(A) （2位） | 因幡はねる(B) （1位） |
| 2022年08月29日 | 第9節  | 小林未沙 | 渋川難波   | 鳳玲天々   | 第27試合 | 多井隆晴(S) （4位）   | 歌衣メイカ(C) （2位）       | 鈴木たろう(S) （3位） | 松本吉弘(S) （1位）   |
| 2022年09月12日 | 第10節 | 小林未沙 | 土田浩翔   | -          | 第28試合 | 郡道美玲(C) （4位）   | 歌衣メイカ(C) （1位）       | Fra(C) （3位）        | 渋谷ハジメ(C) （2位） |
| 2022年09月12日 | 第10節 | 小林未沙 | 土田浩翔   | -          | 第29試合 | 天宮こころ(B) （3位） | ルイス・キャミー(B) （1位） | 天開司(B) （4位）     | 因幡はねる(B) （2位） |
| 2022年09月12日 | 第10節 | 小林未沙 | 土田浩翔   | -          | 第30試合 | 咲乃もこ(A) （1位）   | 白雪レイド(A) （3位）       | 鴨神にゅう(A) （4位） | 千羽黒乃(A) （2位）   |

#### チーム最終成績
| 順位 | チーム           | Pt     | 選手成績   | 選手成績 | 選手成績   | 選手成績 | 選手成績         | 選手成績 | 選手成績   | 選手成績 |
| ---- | ---------------- | ------ | ---------- | -------- | ---------- | -------- | ---------------- | -------- | ---------- | -------- |
| 優勝 | チームアトラス   | 0354.8 | 歌衣メイカ | 326.5    | 村上淳     | 076.4    | ルイス・キャミー | 057.3    | 白雪レイド | ▲105.4   |
| 2位  | チームヘラクレス | ▲035.2 | 渋谷ハジメ | 115.7    | 松本吉弘   | 049.5    | 因幡はねる       | ▲62.4    | 千羽黒乃   | ▲138.0   |
| 3位  | チームゼウス     | ▲131.5 | 鈴木たろう | 052.0    | 鴨神にゅう | ▲48.0    | Fra              | ▲58.5    | 天開司     | ▲077.0   |
| 4位  | チームアキレス   | ▲188.1 | 咲乃もこ   | 040.2    | 郡道美玲   | 015.2    | 天宮こころ       | 06.3     | 多井隆晴   | ▲249.8   |

#### 個人最終成績
各部門の上位5人（5位同着は6人）を記載する。各チームの監督は個人表彰の対象外となる。

##### 個人スコア部門
| 順位 | 選手名           | チーム           | ランク | 試合数 | トータルPt |
| ---- | ---------------- | ---------------- | ------ | ------ | ---------- |
| 1位  | 歌衣メイカ       | チームアトラス   | C      | 9      | 326.5      |
| 2位  | 渋谷ハジメ       | チームヘラクレス | C      | 9      | 115.7      |
| 3位  | ルイス・キャミー | チームアトラス   | B      | 8      | 057.3      |
| 4位  | 咲乃もこ         | チームアキレス   | A      | 7      | 040.2      |
| 5位  | 郡道美玲         | チームアキレス   | C      | 9      | 015.2      |

##### 半荘最高スコア部門
| 順位 | 選手名           | チーム           | ランク | 試合             | スコア |
| ---- | ---------------- | ---------------- | ------ | ---------------- | ------ |
| 1位  | 咲乃もこ         | チームアキレス   | A      | 第10節・第30試合 | 67,900 |
| 2位  | ルイス・キャミー | チームアトラス   | B      | 第10節・第29試合 | 59,800 |
| 3位  | 歌衣メイカ       | チームアトラス   | C      | 第04節・第12試合 | 59,700 |
| 4位  | 郡道美玲         | チームアキレス   | C      | 第06節・第18試合 | 56,500 |
| 5位  | 渋谷ハジメ       | チームヘラクレス | C      | 第04節・第11試合 | 52,500 |

※監督も含めた半荘最高スコア獲得者は松本吉弘（チームヘラクレス / 第1節・第2試合、86,200）。

##### 4着回避率部門
| 順位 | 選手名           | チーム         | ランク | 試合数 | 4着回避率 |
| ---- | ---------------- | -------------- | ------ | ------ | --------- |
| 1位  | Fra              | チームゼウス   | C      | 9      | 100.0％   |
| 2位  | 歌衣メイカ       | チームアトラス | C      | 9      | 088.9%    |
| 3位  | ルイス・キャミー | チームアトラス | B      | 8      | 087.5%    |
| 3位  | 天開司           | チームゼウス   | B      | 8      | 087.5%    |
| 5位  | 咲乃もこ         | チームアキレス | A      | 7      | 085.7%    |
| 5位  | 白雪レイド       | チームアトラス | A      | 7      | 085.7%    |

#### 役満
各家の表記は、その局における家を示す。
| 日付・節・試合 | 日付・節・試合 | 日付・節・試合 | 局         | 役     | 東家       | 南家       | 西家 | 北家     |
| -------------- | -------------- | -------------- | ---------- | ------ | ---------- | ---------- | ---- | -------- |
| 5月23日        | 第2節          | 第6試合        | 東2局0本場 | 四暗刻 | 天宮こころ | 歌衣メイカ | Fra  | 千羽黒乃 |
| 自摸牌         |                |                |            |        |            |            |      |          |

 和了者 

### 2023シーズン
- 神域リーグ2023開催発表：2022年2月7日（出演：天開司）[16][注 31]
- ドラフト会議：2023年3月31日（司会：小林未沙　参加者：天開司、多井隆晴、村上淳、鈴木たろう、松本吉弘、渋川難波）[24]

#### 各節結果
| 日付           | 節              | 実況       | 解説          | 試合     | 出場選手・順位     | 出場選手・順位     | 出場選手・順位           | 出場選手・順位     | 出場選手・順位     |
| 日付           | 節              | 実況       | 解説          | 試合     | アキレス           | アトラス           | ゼウス                   | ヘラクレス         | グラディウス       |
| -------------- | --------------- | ---------- | ------------- | -------- | ------------------ | ------------------ | ------------------------ | ------------------ | ------------------ |
| 2023年05月26日 | 第1節           | 小林未沙   | 土田浩翔      | 第1試合  | 白雪レイド （1位） | 歌衣メイカ （2位） | 天宮こころ （3位）       | 抜け番             | 天開司 （4位）     |
| 2023年05月26日 | 第1節           | 小林未沙   | 土田浩翔      | 第2試合  | 渋谷ハル （2位）   | 鈴木勝 （1位）     | 桜凛月 （3位）           | 抜け番             | 風見くく （4位）   |
| 2023年05月26日 | 第1節           | 小林未沙   | 土田浩翔      | 第3試合  | 或世イヌ （2位）   | 咲乃もこ （3位）   | 桜凛月 （1位）           | 抜け番             | 朝陽にいな （4位） |
| 2023年06月05日 | 第2節           | 小林未沙   | 鈴木優 仲林圭 | 第4試合  | 抜け番             | 村上淳 （2位）     | 天宮こころ （4位）       | 空星きらめ （1位） | 渋川難波 （3位）   |
| 2023年06月05日 | 第2節           | 小林未沙   | 鈴木優 仲林圭 | 第5試合  | 抜け番             | 咲乃もこ （4位）   | ルイス・キャミー （1位） | 緑仙 （2位）       | 天開司 （3位）     |
| 2023年06月05日 | 第2節           | 小林未沙   | 鈴木優 仲林圭 | 第6試合  | 抜け番             | 鈴木勝 （2位）     | 鈴木たろう （3位）       | 因幡はねる （1位） | 風見くく （4位）   |
| 2023年06月13日 | 第3節           | 日向藍子   | 渋川難波      | 第7試合  | 白雪レイド （2位） | 村上淳 （4位）     | 鈴木たろう （1位）       | 緑仙 （3位）       | 抜け番             |
| 2023年06月13日 | 第3節           | 日向藍子   | 渋川難波      | 第8試合  | 白雪レイド （1位） | 鈴木勝 （3位）     | ルイス・キャミー （4位） | 因幡はねる （2位） | 抜け番             |
| 2023年06月13日 | 第3節           | 日向藍子   | 渋川難波      | 第9試合  | 白雪レイド （1位） | 歌衣メイカ （4位） | 桜凛月 （3位）           | 松本吉弘 （2位）   | 抜け番             |
| 2023年06月21日 | 第4節           | 麻宮あかね | 河野直也      | 第10試合 | 渋谷ハル （1位）   | 歌衣メイカ （2位） | 抜け番                   | 因幡はねる （3位） | 朝陽にいな （4位） |
| 2023年06月21日 | 第4節           | 麻宮あかね | 河野直也      | 第11試合 | 渋谷ハル （4位）   | 歌衣メイカ （2位） | 抜け番                   | 因幡はねる （3位） | 渋川難波 （1位）   |
| 2023年06月21日 | 第4節           | 麻宮あかね | 河野直也      | 第12試合 | 白雪レイド （3位） | 咲乃もこ （2位）   | 抜け番                   | 空星きらめ （1位） | 天開司 （4位）     |
| 2023年07月05日 | 第5節           | 日向藍子   | 松本吉弘      | 第13試合 | 白雪レイド （2位） | 抜け番             | ルイス・キャミー （3位） | 緑仙 （4位）       | 朝陽にいな （1位） |
| 2023年07月05日 | 第5節           | 日向藍子   | 松本吉弘      | 第14試合 | 渋谷ハル （3位）   | 抜け番             | 天宮こころ （4位）       | 緑仙 （1位）       | 天開司 （2位）     |
| 2023年07月05日 | 第5節           | 日向藍子   | 松本吉弘      | 第15試合 | 多井隆晴 （2位）   | 抜け番             | 桜凛月 （3位）           | 空星きらめ （1位） | 風見くく （4位）   |
| 2023年07月11日 | 第6節           | 小林未沙   | 鈴木たろう    | 第16試合 | 或世イヌ （1位）   | 鈴木勝 （4位）     | 抜け番                   | 松本吉弘 （3位）   | 朝陽にいな （2位） |
| 2023年07月11日 | 第6節           | 小林未沙   | 鈴木たろう    | 第17試合 | 或世イヌ （2位）   | 咲乃もこ （4位）   | 抜け番                   | 空星きらめ （1位） | 天開司 （3位）     |
| 2023年07月11日 | 第6節           | 小林未沙   | 鈴木たろう    | 第18試合 | 渋谷ハル （4位）   | 村上淳 （2位）     | 抜け番                   | 緑仙 （3位）       | 渋川難波 （1位）   |
| 2023年07月24日 | 第7節           | 松嶋桃     | 河野直也      | 第19試合 | 白雪レイド （4位） | 咲乃もこ （1位）   | 天宮こころ （2位）       | 抜け番             | 風見くく （3位）   |
| 2023年07月24日 | 第7節           | 松嶋桃     | 河野直也      | 第20試合 | 或世イヌ （3位）   | 歌衣メイカ （4位） | ルイス・キャミー （2位） | 抜け番             | 朝陽にいな （1位） |
| 2023年07月24日 | 第7節           | 松嶋桃     | 河野直也      | 第21試合 | 或世イヌ （4位）   | 鈴木勝 （1位）     | 鈴木たろう （3位）       | 抜け番             | 朝陽にいな （2位） |
| 2023年08月09日 | 第8節           | 小林未沙   | 村上淳        | 第22試合 | 多井隆晴 （2位）   | 抜け番             | 天宮こころ （3位）       | 因幡はねる （1位） | 天開司 （4位）     |
| 2023年08月09日 | 第8節           | 小林未沙   | 村上淳        | 第23試合 | 多井隆晴 （2位）   | 抜け番             | 鈴木たろう （1位）       | 因幡はねる （4位） | 風見くく （3位）   |
| 2023年08月09日 | 第8節           | 小林未沙   | 村上淳        | 第24試合 | 多井隆晴 （3位）   | 抜け番             | 桜凛月 （4位）           | 松本吉弘 （2位）   | 渋川難波 （1位）   |
| 2023年08月14日 | 第9節           | 松嶋桃     | 渋川難波      | 第25試合 | 渋谷ハル （3位）   | 咲乃もこ （1位）   | 鈴木たろう （2位）       | 緑仙 （4位）       | 抜け番             |
| 2023年08月14日 | 第9節           | 松嶋桃     | 渋川難波      | 第26試合 | 多井隆晴 （3位）   | 咲乃もこ （1位）   | ルイス・キャミー （2位） | 因幡はねる （4位） | 抜け番             |
| 2023年08月14日 | 第9節           | 松嶋桃     | 渋川難波      | 第27試合 | 白雪レイド （3位） | 歌衣メイカ （4位） | ルイス・キャミー （2位） | 松本吉弘 （1位）   | 抜け番             |
| 2023年08月21日 | 第10節          | 日向藍子   | 多井隆晴      | 第28試合 | 抜け番             | 鈴木勝 （4位）     | 天宮こころ （2位）       | 空星きらめ （3位） | 朝陽にいな （1位） |
| 2023年08月21日 | 第10節          | 日向藍子   | 多井隆晴      | 第29試合 | 抜け番             | 村上淳 （2位）     | ルイス・キャミー （3位） | 因幡はねる （4位） | 朝陽にいな （1位） |
| 2023年08月21日 | 第10節          | 日向藍子   | 多井隆晴      | 第30試合 | 抜け番             | 村上淳 （1位）     | ルイス・キャミー （4位） | 松本吉弘 （2位）   | 渋川難波 （3位）   |
| 2023年08月28日 | セミ ファイナル | 麻宮あかね | 松本吉弘      | 第1試合  | 渋谷ハル （4位）   | 歌衣メイカ （1位） | 天宮こころ （2位）       | ファイナル 進出    | 風見くく （3位）   |
| 2023年08月28日 | セミ ファイナル | 麻宮あかね | 松本吉弘      | 第2試合  | 或世イヌ （3位）   | 鈴木勝 （2位）     | 桜凛月 （4位）           | ファイナル 進出    | 天開司 （1位）     |
| 2023年08月28日 | セミ ファイナル | 麻宮あかね | 松本吉弘      | 第3試合  | 白雪レイド （3位） | 咲乃もこ （2位）   | ルイス・キャミー （1位） | ファイナル 進出    | 朝陽にいな （4位） |
| 2023年09月08日 | ファイナル      | 麻宮あかね | 土田浩翔      | 第1試合  | 渋谷ハル （4位）   | 歌衣メイカ （1位） | セミファイナル 敗退      | 緑仙 （2位）       | 風見くく （3位）   |
| 2023年09月08日 | ファイナル      | 麻宮あかね | 土田浩翔      | 第2試合  | 或世イヌ （4位）   | 鈴木勝 （3位）     | セミファイナル 敗退      | 因幡はねる （2位） | 天開司 （1位）     |
| 2023年09月08日 | ファイナル      | 麻宮あかね | 土田浩翔      | 第3試合  | 白雪レイド （1位） | 咲乃もこ （2位）   | セミファイナル 敗退      | 空星きらめ （3位） | 朝陽にいな （4位） |

#### チーム成績

##### レギュラーシーズン
| 順位 | チーム             | Pt     | 選手成績   | 選手成績 | 選手成績         | 選手成績 | 選手成績   | 選手成績 | 選手成績   | 選手成績 |
| ---- | ------------------ | ------ | ---------- | -------- | ---------------- | -------- | ---------- | -------- | ---------- | -------- |
| 1位  | チームヘラクレス   | 0199.2 | 空星きらめ | 258.8    | 松本吉弘         | 062.4    | 因幡はねる | ▲041.6   | 緑仙       | ▲080.4   |
| 2位  | チームアキレス     | 062.3  | 白雪レイド | 124.0    | 或世イヌ         | 03.9     | 多井隆晴   | ▲030.9   | 渋谷ハル   | ▲034.7   |
| 3位  | チームアトラス     | 027.2  | 咲乃もこ   | 068.6    | 村上淳           | 049.8    | 鈴木勝     | 032.0    | 歌衣メイカ | ▲132.2   |
| 4位  | チームグラディウス | ▲115.4 | 渋川難波   | 174.1    | 朝陽にいな       | 159.7    | 天開司     | ▲217.4   | 風見くく   | ▲231.8   |
| 5位  | チームゼウス       | ▲173.3 | 鈴木たろう | 075.0    | ルイス・キャミー | ▲027.4   | 桜凛月     | ▲070.8   | 天宮こころ | ▲150.1   |

チームヘラクレスがファイナルに進出。

##### セミファイナル
表中のRSはレギュラーシーズン、SFはセミファイナルの略。
| 順位 | チーム             | RS+SF          | SF Pt          | 選手成績       | 選手成績       | 選手成績       | 選手成績       | 選手成績         | 選手成績       |
| ---- | ------------------ | -------------- | -------------- | -------------- | -------------- | -------------- | -------------- | ---------------- | -------------- |
| 1位  | チームヘラクレス   | ファイナル進出 | ファイナル進出 | ファイナル進出 | ファイナル進出 | ファイナル進出 | ファイナル進出 | ファイナル進出   | ファイナル進出 |
| 2位  | チームアトラス     | 120.1          | 92.9           | 歌衣メイカ     | 060.3          | 鈴木勝         | 015.8          | 咲乃もこ         | 016.8          |
| 3位  | チームアキレス     | ▲036.3         | ▲98.6          | 渋谷ハル       | ▲52.9          | 或世イヌ       | ▲24.8          | 白雪レイド       | ▲20.9          |
| 4位  | チームグラディウス | ▲132.8         | ▲17.4          | 風見くく       | ▲13.8          | 天開司         | 062.2          | 朝陽にいな       | ▲65.8          |
| 5位  | チームゼウス       | ▲150.2         | 23.1           | 天宮こころ     | 06.4           | 桜凛月         | ▲53.2          | ルイス・キャミー | 069.9          |

チームアトラス、チームアキレス、チームグラディウスがファイナルに進出。

##### ファイナル
持ち越しポイントはレギュラーシーズンで獲得したポイントの半分。セミファイナルのポイントは含まれない。
| 最終順位 | チーム             | 最終Pt             | 持越Pt             | Final Pt           | 選手成績           | 選手成績           | 選手成績           | 選手成績           | 選手成績           | 選手成績           |
| -------- | ------------------ | ------------------ | ------------------ | ------------------ | ------------------ | ------------------ | ------------------ | ------------------ | ------------------ | ------------------ |
| 優勝     | チームヘラクレス   | 101.2              | 99.6               | 01.6               | 緑仙               | 16.9               | 因幡はねる         | 8.5                | 空星きらめ         | ▲23.8              |
| 2位      | チームアトラス     | 99.6               | 13.6               | 86.0               | 歌衣メイカ         | 98.5               | 鈴木勝             | ▲17.9              | 咲乃もこ           | 5.4                |
| 3位      | チームアキレス     | ▲045.4             | 31.2               | ▲76.6              | 渋谷ハル           | ▲76.3              | 或世イヌ           | ▲64.7              | 白雪レイド         | 64.4               |
| 4位      | チームグラディウス | ▲068.7             | ▲57.7              | ▲11.0              | 風見くく           | ▲39.1              | 天開司             | 74.1               | 朝陽にいな         | ▲46.0              |
| 5位      | チームゼウス       | セミファイナル敗退 | セミファイナル敗退 | セミファイナル敗退 | セミファイナル敗退 | セミファイナル敗退 | セミファイナル敗退 | セミファイナル敗退 | セミファイナル敗退 | セミファイナル敗退 |

#### 個人最終成績
各部門の上位5人を記載する。各チームの監督は個人表彰の対象外となる。セミファイナル、ファイナルの結果も個人成績に反映される。

##### 個人スコア部門
| 順位 | 選手名           | チーム             | 試合数 | トータルPt |
| ---- | ---------------- | ------------------ | ------ | ---------- |
| 1位  | 空星きらめ       | チームヘラクレス   | 06     | 235.0      |
| 2位  | 白雪レイド       | チームアキレス     | 10     | 167.5      |
| 3位  | 咲乃もこ         | チームアトラス     | 09     | 090.8      |
| 4位  | 朝陽にいな       | チームグラディウス | 10     | 047.9      |
| 5位  | ルイス・キャミー | チームゼウス       | 09     | 042.5      |

##### 半荘最高スコア部門
| 順位 | 選手名     | チーム           | 試合                | スコア |
| ---- | ---------- | ---------------- | ------------------- | ------ |
| 1位  | 歌衣メイカ | チームアトラス   | ファイナル・第1試合 | 78,500 |
| 2位  | 咲乃もこ   | チームアトラス   | 第9節・第26試合     | 73,200 |
| 3位  | 因幡はねる | チームヘラクレス | 第2節・第06試合     | 70,700 |
| 4位  | 渋谷ハル   | チームアキレス   | 第4節・第10試合     | 66,000 |
| 5位  | 空星きらめ | チームヘラクレス | 第5節・第15試合     | 63,500 |

##### 最高打点部門
| 順位 | 選手名           | チーム           | 試合                    | スコア |
| ---- | ---------------- | ---------------- | ----------------------- | ------ |
| 1位  | 空星きらめ       | チームヘラクレス | 第4節・第12試合         | 32,000 |
| 2位  | ルイス・キャミー | チームゼウス     | セミファイナル・第2試合 | 24,000 |

※3位は18,000点だが、該当者多数につき割愛。

##### 放銃率部門
| 順位 | 選手名           | チーム           | 局数 | 放銃率 |
| ---- | ---------------- | ---------------- | ---- | ------ |
| 1位  | 空星きらめ       | チームヘラクレス | 077  | 3.90％ |
| 2位  | ルイス・キャミー | チームゼウス     | 110  | 9.09%  |
| 3位  | 白雪レイド       | チームアキレス   | 117  | 9.40%  |
| 4位  | 緑仙             | チームヘラクレス | 094  | 9.57%  |
| 5位  | 咲乃もこ         | チームアトラス   | 103  | 9.71%  |

#### 役満
各家の表記は、その局における家を示す。
| 日付・節・試合 | 日付・節・試合 | 日付・節・試合 | 局         | 役     | 東家     | 南家       | 西家   | 北家       |
| -------------- | -------------- | -------------- | ---------- | ------ | -------- | ---------- | ------ | ---------- |
| 6月21日        | 第4節          | 第12試合       | 東1局3本場 | 大三元 | 咲乃もこ | 白雪レイド | 天開司 | 空星きらめ |
| 自摸牌         |                |                |            |        |          |            |        |            |

 和了者 

#### エキシビションマッチ
2023年11月8日に、2023シーズン出場者による「神域リーグ2023 エキシビションマッチ」が開催された。メイン配信は『雀魂』公式チャンネルで行われた。実況は麻宮あかね、解説は各チームの監督が交代で務めた。
チームアキレスの渋谷ハルはスケジュールの都合、チームグラディウスの風見くくは活動休止中により、それぞれ如月れん（ぶいすぽっ!）、日ノ隈らん（当時ななしいんく）が代役として出場した。
ルール
対局の基本的なルールは神域リーグ本戦に準ずるが、個人戦であることと、決勝を除き東風戦であること、対局者同士のボイスチャットが取り入れられることが異なる。
予選は各チームごとに監督・選手が東風戦1試合で対局し、「各試合の1位」「各試合の2位のうち得点上位2名」「予選成績の下位から2番目（ブービー賞）」の計8名が準決勝に進出。なお、役満を和了った選手は無条件で準決勝進出となり、その際には状況によって「各試合の2位のうち得点が2番目」の選手の準決勝進出権が失われる場合がある。
準決勝も東風戦1試合で、各試合の上位2名が決勝に進出。決勝は半荘1試合で、1位を取った選手が優勝となる。優勝者および役満和了者には、賞品として「高級お肉」が贈られる。
試合結果
スコアは1,000点を1ポイントとして記載。順位点は含まない。
| 試合             | 出場選手（太字は各試合の勝ち上がり者） | 出場選手（太字は各試合の勝ち上がり者） | 出場選手（太字は各試合の勝ち上がり者） | 出場選手（太字は各試合の勝ち上がり者） | 出場選手（太字は各試合の勝ち上がり者） | 出場選手（太字は各試合の勝ち上がり者） | 出場選手（太字は各試合の勝ち上がり者） | 出場選手（太字は各試合の勝ち上がり者） |
| ---------------- | -------------------------------------- | -------------------------------------- | -------------------------------------- | -------------------------------------- | -------------------------------------- | -------------------------------------- | -------------------------------------- | -------------------------------------- |
| ゼウス予選       | 桜凛月                                 | 43.0                                   | ルイス・キャミー                       | 31.2                                   | 鈴木たろう                             | 16.8                                   | 天宮こころ                             | 09.0                                   |
| グラディウス予選 | 渋川難波                               | 43.9                                   | 朝陽にいな                             | 33.8                                   | 日ノ隈らん                             | 21.3                                   | 天開司                                 | 01.0                                   |
| アキレス予選     | 多井隆晴                               | 33.5                                   | 白雪レイド                             | 23.9                                   | 或世イヌ                               | 23.6                                   | 如月れん                               | 19.0                                   |
| アトラス予選     | 歌衣メイカ                             | 29.8                                   | 咲乃もこ                               | 28.2                                   | 鈴木勝                                 | 23.0                                   | 村上淳                                 | 19.0                                   |
| ヘラクレス予選   | 松本吉弘                               | 40.6                                   | 空星きらめ                             | 32.2                                   | 緑仙                                   | 20.0                                   | 因幡はねる                             | 07.2                                   |
| 準決勝A卓        | 渋川難波                               | 36.2                                   | 空星きらめ                             | 33.1                                   | 多井隆晴                               | 23.1                                   | 歌衣メイカ                             | 07.6                                   |
| 準決勝B卓        | 因幡はねる                             | 41.4                                   | 松本吉弘                               | 31.8                                   | 桜凛月                                 | 17.2                                   | 朝陽にいな                             | 09.6                                   |
| 決勝             | 渋川難波                               | 52.5                                   | 空星きらめ                             | 26.3                                   | 因幡はねる                             | 20.9                                   | 松本吉弘                               | 00.3                                   |

渋川難波（チームグラディウス）が優勝。

### 2024シーズン
- 神域リーグ2024開催発表：2024年1月14日（出演：天開司）[17][注 33]
- ドラフト志望者対局会：2024年2月18日、2月20日、3月15日、3月16日
- ドラフト会議：2024年4月4日（司会：小林未沙　参加者：天開司、多井隆晴、村上淳、鈴木たろう、松本吉弘、渋川難波）[9]

#### 各節結果
| 日付           | 節                       | 実況   | 解説       | 試合     | 出場選手・順位           | 出場選手・順位     | 出場選手・順位     | 出場選手・順位     | 出場選手・順位               |
| 日付           | 節                       | 実況   | 解説       | 試合     | アキレス                 | アトラス           | ゼウス             | ヘラクレス         | グラディウス                 |
| -------------- | ------------------------ | ------ | ---------- | -------- | ------------------------ | ------------------ | ------------------ | ------------------ | ---------------------------- |
| 2024年06月05日 | 第1節                    | 天開司 | 千羽黒乃   | 第1試合  | 咲乃もこ （3位）         | 朝陽にいな （2位） | 空星きらめ （1位） | 松本吉弘 （4位）   | 抜け番                       |
| 2024年06月05日 | 第1節                    | 天開司 | 千羽黒乃   | 第2試合  | 咲乃もこ （4位）         | 風見くく （3位）   | 桜凛月 （2位）     | 龍惺ろたん （1位） | 抜け番                       |
| 2024年06月05日 | 第1節                    | 天開司 | 千羽黒乃   | 第3試合  | 多井隆晴 （4位）         | 歌衣メイカ （1位） | 渋谷ハル （3位）   | 龍惺ろたん （2位） | 抜け番                       |
| 2024年06月10日 | 第2節                    | 天開司 | 土田浩翔   | 第4試合  | ゴモリー （1位）         | 風見くく （2位）   | 鈴木たろう （4位） | 抜け番             | ルイス・キャミー （3位）     |
| 2024年06月10日 | 第2節                    | 天開司 | 土田浩翔   | 第5試合  | ゴモリー （1位）         | 朝陽にいな （2位） | 空星きらめ （3位） | 抜け番             | 鈴木勝 （4位）               |
| 2024年06月10日 | 第2節                    | 天開司 | 土田浩翔   | 第6試合  | える （4位）             | 朝陽にいな （1位） | 渋谷ハル （2位）   | 抜け番             | 因幡はねる （3位）           |
| 2024年06月17日 | 第3節                    | 天開司 | 松本吉弘   | 第7試合  | ゴモリー （2位）         | 歌衣メイカ （1位） | 桜凛月 （3位）     | 抜け番             | 鈴木勝 （4位）               |
| 2024年06月17日 | 第3節                    | 天開司 | 松本吉弘   | 第8試合  | ゴモリー （1位）         | 風見くく （2位）   | 渋谷ハル （4位）   | 抜け番             | 因幡はねる （3位）           |
| 2024年06月17日 | 第3節                    | 天開司 | 松本吉弘   | 第9試合  | ゴモリー （2位）         | 村上淳 （1位）     | 空星きらめ （3位） | 抜け番             | ルイス・キャミー （4位）     |
| 2024年06月24日 | 第4節                    | 天開司 | 鴨神にゅう | 第10試合 | える （2位）             | 抜け番             | 桜凛月 （4位）     | 緑仙 （1位）       | 渋川難波 （3位）             |
| 2024年06月24日 | 第4節                    | 天開司 | 鴨神にゅう | 第11試合 | 咲乃もこ （2位）         | 抜け番             | 空星きらめ （4位） | 緑仙 （1位）       | 因幡はねる （3位）           |
| 2024年06月24日 | 第4節                    | 天開司 | 鴨神にゅう | 第12試合 | 咲乃もこ （1位）         | 抜け番             | 鈴木たろう （4位） | 長尾景 （2位）     | 渋川難波 （3位）             |
| 2024年07月09日 | 第5節                    | 天開司 | 仲林圭     | 第13試合 | 多井隆晴 （4位）         | 朝陽にいな （2位） | 抜け番             | 長尾景 （1位）     | 因幡はねる （3位）           |
| 2024年07月09日 | 第5節                    | 天開司 | 仲林圭     | 第14試合 | 咲乃もこ （1位）         | 村上淳 （2位）     | 抜け番             | 緑仙 （4位）       | ルイス・キャミー （3位）     |
| 2024年07月09日 | 第5節                    | 天開司 | 仲林圭     | 第15試合 | ゴモリー （1位）         | 村上淳 （4位）     | 抜け番             | 龍惺ろたん （3位） | 鈴木勝 （2位）               |
| 2024年07月16日 | 第6節                    | 天開司 | 河野直也   | 第16試合 | える （4位）             | 抜け番             | 空星きらめ （3位） | 松本吉弘 （1位）   | 渋川難波 （2位）             |
| 2024年07月16日 | 第6節                    | 天開司 | 河野直也   | 第17試合 | 咲乃もこ （4位）         | 抜け番             | 桜凛月 （3位）     | 松本吉弘 （1位）   | 因幡はねる （2位）           |
| 2024年07月16日 | 第6節                    | 天開司 | 河野直也   | 第18試合 | 多井隆晴 （1位）         | 抜け番             | 渋谷ハル （3位）   | 龍惺ろたん （4位） | ルイス・キャミー （2位）     |
| 2024年07月23日 | 第7節                    | 天開司 | 日向藍子   | 第19試合 | 抜け番                   | 風見くく （3位）   | 桜凛月 （1位）     | 緑仙 （2位）       | 鈴木勝 （4位）               |
| 2024年07月23日 | 第7節                    | 天開司 | 日向藍子   | 第20試合 | 抜け番                   | 歌衣メイカ （4位） | 渋谷ハル （3位）   | 緑仙 （2位）       | ルイス・キャミー （1位）     |
| 2024年07月23日 | 第7節                    | 天開司 | 日向藍子   | 第21試合 | 抜け番                   | 朝陽にいな （1位） | 鈴木たろう （4位） | 長尾景 （2位）     | 渋川難波 （3位）             |
| 2024年07月30日 | 第8節                    | 天開司 | 瑞原明奈   | 第22試合 | 多井隆晴 （2位）         | 歌衣メイカ （1位） | 抜け番             | 長尾景 （3位）     | ルイス・キャミー （4位）     |
| 2024年07月30日 | 第8節                    | 天開司 | 瑞原明奈   | 第23試合 | 多井隆晴 （3位）         | 歌衣メイカ （4位） | 抜け番             | 長尾景 （2位）     | ルイス・キャミー （1位）     |
| 2024年07月30日 | 第8節                    | 天開司 | 瑞原明奈   | 第24試合 | える （2位）             | 村上淳 （4位）     | 抜け番             | 龍惺ろたん （1位） | 因幡はねる （3位）           |
| 2024年08月07日 | 第9節                    | 天開司 | 綱川隆晃   | 第25試合 | 抜け番                   | 風見くく （3位）   | 渋谷ハル （1位）   | 龍惺ろたん （4位） | 渋川難波 （3位）             |
| 2024年08月07日 | 第9節                    | 天開司 | 綱川隆晃   | 第26試合 | 抜け番                   | 朝陽にいな （4位） | 渋谷ハル （2位）   | 緑仙 （1位）       | 鈴木勝 （3位）               |
| 2024年08月07日 | 第9節                    | 天開司 | 綱川隆晃   | 第27試合 | 抜け番                   | 風見くく （3位）   | 鈴木たろう （1位） | 松本吉弘 （2位）   | 因幡はねる （4位）           |
| 2024年08月21日 | 第10節                   | 天開司 | 渡辺太     | 第28試合 | える （2位）             | 朝陽にいな （3位） | 桜凛月 （1位）     | 長尾景 （4位）     | 抜け番                       |
| 2024年08月21日 | 第10節                   | 天開司 | 渡辺太     | 第29試合 | ゴモリー （1位）         | 村上淳 （3位）     | 空星きらめ （2位） | 龍惺ろたん （4位） | 抜け番                       |
| 2024年08月21日 | 第10節                   | 天開司 | 渡辺太     | 第30試合 | 咲乃もこ （2位）         | 風見くく （3位）   | 鈴木たろう （1位） | 松本吉弘 （4位）   | 抜け番                       |
| 2024年08月27日 | セミ ファイナル ステージ | 天開司 | 土田浩翔   | 第1試合  | ファイナル ステージ 進出 | 風見くく （4位）   | 空星きらめ （3位） | 龍惺ろたん （1位） | 鈴木勝 （2位）               |
| 2024年08月27日 | セミ ファイナル ステージ | 天開司 | 土田浩翔   | 第2試合  | ファイナル ステージ 進出 | 朝陽にいな （1位） | 渋谷ハル （3位）   | 長尾景 （4位）     | 因幡はねる （2位）           |
| 2024年08月27日 | セミ ファイナル ステージ | 天開司 | 土田浩翔   | 第3試合  | ファイナル ステージ 進出 | 歌衣メイカ （1位） | 桜凛月 （4位）     | 緑仙 （3位）       | ルイス・キャミー （2位）     |
| 2024年09月10日 | ファイナル ステージ      | 天開司 | 土田浩翔   | 第1試合  | える （2位）             | 風見くく （3位）   | 空星きらめ （1位） | 龍惺ろたん （4位） | セミファイナル ステージ 敗退 |
| 2024年09月10日 | ファイナル ステージ      | 天開司 | 土田浩翔   | 第2試合  | 咲乃もこ （1位）         | 朝陽にいな （3位） | 渋谷ハル （2位）   | 長尾景 （4位）     | セミファイナル ステージ 敗退 |
| 2024年09月10日 | ファイナル ステージ      | 天開司 | 土田浩翔   | 第3試合  | ゴモリー （3位）         | 歌衣メイカ （1位） | 桜凛月 （4位）     | 緑仙 （2位）       | セミファイナル ステージ 敗退 |
| 2024年09月10日 | ファイナル ステージ      | 天開司 | 土田浩翔   | 第4試合  | 咲乃もこ                 | 歌衣メイカ         | 渋谷ハル           | 緑仙               | セミファイナル ステージ 敗退 |

#### チーム成績

##### レギュラーステージ
| 順位 | チーム             | Pt     | 選手成績         | 選手成績 | 選手成績   | 選手成績 | 選手成績   | 選手成績 | 選手成績   | 選手成績 |
| ---- | ------------------ | ------ | ---------------- | -------- | ---------- | -------- | ---------- | -------- | ---------- | -------- |
| 1位  | チームアキレス     | 234.2  | ゴモリー         | 370.7    | 咲乃もこ   | 01.1     | 多井隆晴   | ▲055.7   | える       | ▲081.9   |
| 2位  | チームヘラクレス   | 217.0  | 緑仙             | 194.5    | 松本吉弘   | 071.8    | 長尾景     | ▲017.7   | 龍惺ろたん | ▲031.6   |
| 3位  | チームゼウス       | 09.8   | 桜凛月           | 121.4    | 渋谷ハル   | ▲012.8   | 鈴木たろう | ▲015.9   | 空星きらめ | ▲082.9   |
| 4位  | チームアトラス     | ▲014.9 | 歌衣メイカ       | 098.8    | 朝陽にいな | 054.3    | 村上淳     | ▲064.8   | 風見くく   | ▲099.6   |
| 5位  | チームグラディウス | ▲446.1 | ルイス・キャミー | ▲02.7    | 渋川難波   | ▲034.9   | 因幡はねる | ▲166.8   | 鈴木勝     | ▲241.7   |

チームアキレスがファイナルステージに進出。

##### セミファイナルステージ
持ち越しポイントはレギュラーステージで獲得したポイントの半分。SFはセミファイナルの略。
| 順位 | チーム             | 持越+SF                | 持越Pt                 | SF Pt                  | 選手成績               | 選手成績               | 選手成績               | 選手成績               | 選手成績               | 選手成績               |
| ---- | ------------------ | ---------------------- | ---------------------- | ---------------------- | ---------------------- | ---------------------- | ---------------------- | ---------------------- | ---------------------- | ---------------------- |
| 1位  | チームアキレス     | ファイナルステージ進出 | ファイナルステージ進出 | ファイナルステージ進出 | ファイナルステージ進出 | ファイナルステージ進出 | ファイナルステージ進出 | ファイナルステージ進出 | ファイナルステージ進出 | ファイナルステージ進出 |
| 2位  | チームヘラクレス   | 106.1                  | 108.5                  | ▲02.4                  | 龍惺ろたん             | 62.7                   | 長尾景                 | ▲45.3                  | 緑仙                   | ▲19.8                  |
| 3位  | チームアトラス     | 71.3                   | ▲07.4                  | 78.7                   | 風見くく               | ▲49.5                  | 朝陽にいな             | 61.3                   | 歌衣メイカ             | 66.9                   |
| 4位  | チームゼウス       | ▲088.4                 | 4.9                    | ▲93.3                  | 空星きらめ             | ▲19.3                  | 渋谷ハル               | ▲24.0                  | 桜凛月                 | ▲50.0                  |
| 5位  | チームグラディウス | ▲206.0                 | ▲223.0                 | 17.0                   | 鈴木勝                 | 6.1                    | 因幡はねる             | 8.0                    | ルイス・キャミー       | 02.9                   |

チームヘラクレス、チームアトラス、チームゼウスがファイナルステージに進出。

##### ファイナルステージ
持ち越しポイントはレギュラーステージで獲得したポイントの半分。第4試合は新決勝方式で、その時点でのポイント合計1位のチームの和了、もしくは他チームの逆転トップとなる和了で優勝。
| 最終順位 | チーム             | 最終Pt                     | 持越Pt                     | Final Pt                   | 選手成績                   | 選手成績                   | 選手成績                   | 選手成績                   | 選手成績                   | 選手成績                   | 選手成績                   | 選手成績                   |
| -------- | ------------------ | -------------------------- | -------------------------- | -------------------------- | -------------------------- | -------------------------- | -------------------------- | -------------------------- | -------------------------- | -------------------------- | -------------------------- | -------------------------- |
| 優勝     | チームアキレス     | 193.9                      | 117.1                      | 76.8                       | える                       | 15.0                       | 咲乃もこ                   | 77.5                       | ゴモリー                   | ▲23.5                      | 咲乃もこ                   | 7.8                        |
| 2位      | チームヘラクレス   | 18.5                       | 108.5                      | ▲90.0                      | 龍惺ろたん                 | ▲61.5                      | 長尾景                     | ▲51.9                      | 緑仙                       | 19.1                       | 緑仙                       | 4.3                        |
| 3位      | チームアトラス     | 9.7                        | ▲07.4                      | 17.1                       | 風見くく                   | ▲14.2                      | 朝陽にいな                 | ▲28.0                      | 歌衣メイカ                 | 59.4                       | 歌衣メイカ                 | ▲00.2                      |
| 4位      | チームゼウス       | 1.1                        | 4.9                        | ▲03.8                      | 空星きらめ                 | 60.7                       | 渋谷ハル                   | 2.4                        | 桜凛月                     | ▲55.0                      | 渋谷ハル                   | ▲11.9                      |
| 5位      | チームグラディウス | セミファイナルステージ敗退 | セミファイナルステージ敗退 | セミファイナルステージ敗退 | セミファイナルステージ敗退 | セミファイナルステージ敗退 | セミファイナルステージ敗退 | セミファイナルステージ敗退 | セミファイナルステージ敗退 | セミファイナルステージ敗退 | セミファイナルステージ敗退 | セミファイナルステージ敗退 |

#### 個人最終成績
各部門の上位5人を記載する。各チームの監督は個人表彰の対象外となる。セミファイナルステージ、ファイナルステージ（第4試合を除く）の結果も個人成績に反映される。

##### 個人スコア部門
| 順位 | 選手名     | チーム           | 試合数 | トータルPt |
| ---- | ---------- | ---------------- | ------ | ---------- |
| 1位  | ゴモリー   | チームアキレス   | 8      | 347.2      |
| 2位  | 歌衣メイカ | チームアトラス   | 7      | 225.1      |
| 3位  | 緑仙       | チームヘラクレス | 8      | 193.8      |
| 4位  | 朝陽にいな | チームアトラス   | 9      | 087.6      |
| 5位  | 咲乃もこ   | チームアキレス   | 8      | 078.6      |

##### 半荘最高スコア部門
| 順位 | 選手名     | チーム           | 試合                | スコア |
| ---- | ---------- | ---------------- | ------------------- | ------ |
| 1位  | 桜凛月     | チームゼウス     | 第7節・第19試合     | 81,800 |
| 2位  | ゴモリー   | チームアキレス   | 第2節・第05試合     | 80,100 |
| 3位  | 緑仙       | チームヘラクレス | 第4節・第11試合     | 70,700 |
| 4位  | 歌衣メイカ | チームアトラス   | 第3節・第07試合     | 60,800 |
| 5位  | 咲乃もこ   | チームアキレス   | ファイナル・第2試合 | 57,500 |

##### 最高打点部門
| 順位 | 選手名     | チーム         | 試合             | スコア |
| ---- | ---------- | -------------- | ---------------- | ------ |
| 1位  | 空星きらめ | チームゼウス   | 第10節・第29試合 | 24,000 |
| 2位  | 桜凛月     | チームゼウス   | 第07節・第19試合 | 24,000 |
| 2位  | ゴモリー   | チームアキレス | 第02節・第05試合 | 24,000 |

※和了時の翻数により空星が1位となった。

※4位は18,000点だが、該当者多数につき割愛。

##### MIP
- 因幡はねる（チームグラディウス）

天開司の独断により決定。セミファイナルステージ第2試合にて、一時は▲1000点となるも最終的に2位を獲得した健闘が評価された。

##### ブービー賞
| 順位 | 選手名     | チーム             | 試合数 | トータルPt |
| ---- | ---------- | ------------------ | ------ | ---------- |
| 18位 | 因幡はねる | チームグラディウス | 8      | ▲158.8     |
| 19位 | 風見くく   | チームアトラス     | 9      | ▲163.3     |
| 20位 | 鈴木勝     | チームグラディウス | 6      | ▲235.6     |

※風見には賞品として破魔矢が贈られた。

#### エキシビションマッチ 私立神域高校アイドル部編
2024年11月17日に、2024シーズン出場者による「神域リーグ2024 エキシビションマッチ 私立神域高校アイドル部編」が開催された。メイン配信は『雀魂』公式チャンネルで行われた。実況は「アイドル部顧問」として舞元啓介（にじさんじ）、解説は「神域高校校長」として多井隆晴が務めた。
長尾景は自身が主催する「塗りまくれ!にじさんじイカ祭り2024」の抽選会配信に出演したため不参加。
ルール
対局の基本的なルールは神域リーグ本戦に準ずるが、対局者同士のボイスチャットが取り入れられることが異なる。
2024シーズン出場者および主催の天開司を4人（1年チームは3人）ずつ、神域リーグの出場年数を参考に「OB」「3年」「2年」「1年」の4チームに分ける。対戦カードは、各チームのリーダーは第4試合・第5試合に出場し、それ以外の選手は前日に配信される『雀魂』公式番組「社務所通信」内での抽選によって決定する。
各チームとも10万点を最初のスコアとし、チームの4人がリレー形式で半荘4試合を行う（1年チームはゴモリーが2回出場）。順位点は無しで、第2試合以降は前の試合の終了時点でのスコアを引き継いで試合を行う。
第4試合終了時のスコアを半分持ち越した上で第5試合を行い、順位を決定する。優勝チームおよび役満和了者には、賞品として「高級お肉」が贈られる。
試合結果
スコアは1,000点を1ポイントとして記載。
| 順位 | チーム    | 最終Pt | 第1試合 ～ 第4試合 | 第1試合 ～ 第4試合 | 第1試合 ～ 第4試合 | 第1試合 ～ 第4試合 | 第1試合 ～ 第4試合 | 第1試合 ～ 第4試合 | 第1試合 ～ 第4試合 | 第1試合 ～ 第4試合 | 持越Pt | 第5試合    | 第5試合 |
| ---- | --------- | ------ | ------------------ | ------------------ | ------------------ | ------------------ | ------------------ | ------------------ | ------------------ | ------------------ | ------ | ---------- | ------- |
| 優勝 | 1年チーム | 91.0   | ゴモリー           | 9.2                | える               | 6.5                | ゴモリー           | 43.1               | 龍惺ろたん         | ▲05.4              | 76.7   | 龍惺ろたん | 14.3    |
| 2位  | OBチーム  | 90.0   | 空星きらめ         | 15.1               | 渋谷ハル           | ▲6.4               | 天開司             | ▲23.2              | 因幡はねる         | 19.9               | 52.7   | 因幡はねる | 37.3    |
| 3位  | 2年チーム | 28.0   | 風見くく           | 5.6                | 緑仙               | 9.2                | 桜凛月             | 10.9               | 鈴木勝             | ▲02.7              | 61.5   | 鈴木勝     | ▲33.5   |
| 4位  | 3年チーム | ▲09.0  | ルイス・キャミー   | ▲29.9              | 咲乃もこ           | ▲9.3               | 朝陽にいな         | ▲30.8              | 歌衣メイカ         | ▲11.8              | 9.1    | 歌衣メイカ | ▲18.1   |